# 白鱼湾镇
白鱼湾镇，原为白鱼湾乡，是中华人民共和国黑龙江省鸡西市密山市下辖的一个乡镇级行政单位。

## 行政区划
白鱼湾镇下辖以下地区：
劳动村、勤农村、湖沿村、齐心村、胜利村、临湖村、长林子村、蜂蜜山村和白泡子村。